# Pollenia cinerea
Pollenia cinerea är en tvåvingeart som först beskrevs av Jean-Baptiste Robineau-Desvoidy 1863.  Pollenia cinerea ingår i släktet vindsflugor, och familjen spyflugor.
Artens utbredningsområde är Frankrike. Inga underarter finns listade i Catalogue of Life.